# Rhizoecus ovatus
Rhizoecus ovatus är en insektsart som beskrevs av Hambleton 1976. Rhizoecus ovatus ingår i släktet Rhizoecus och familjen ullsköldlöss. Inga underarter finns listade i Catalogue of Life.